# دی‌اف‌ئی
دی‌اف‌ئی (انگلیسی: DePatie–Freleng Enterprises) شرکت رسانه‌ای آمریکایی است، که در سال ۱۹۸۱ توسط فریز فرلنگ تأسیس شد.